# 釣りチチ・渚
『釣りチチ・渚』（つりチチなぎさ）は、佐藤まさきの漫画作品。で小学館『月刊サンデーGX』で2009年4月号から2012年3月号まで連載された。略称は「釣りチチ」。単行本は全5巻。

## 概要
神奈川県・江の島高等学校の不良な巨乳釣り師、深海渚。学内では「釣りチチ・渚」として恐れられている彼女と、後輩部員3人、それに校長が顧問として所属する弱小サークル「釣り部」の一大騒動記である。
1巻は渚と、後輩部員で妹のしらす及び校長が新入部員を勧誘、ライバルでアイドル釣り師・通天閣茜が視察を兼ねて敵地見物をして出会ったのをきっかけに、釣り甲子園に参加するまでの話。2〜5巻は主に釣り甲子園の話。2巻は王仁高校との死闘及び筑波工学高校との対決、3巻は米軍所属インターナショナルスクール、強豪校である関西西高校、明鏡館高校チーム部員のエピソード、4巻が連続優勝の強豪・富士見ヶ浜高校、関西西・明鏡館の準決勝戦、そして5巻が明鏡館の決勝戦の話である。

## 登場人物

### 江の島高等学校
深海 渚（しんかい なぎさ）
主人公。江の島高校に在籍している（彼女の性格からか一年留年していて、3年生らしい）。釣り部の部長で、学校内では不良少女な巨乳釣り師「釣りチチ・渚」として恐れられている、トレードマークは短学ラン、麦わら帽子と釣り竿。好きな飲食物は焼きそばパンとコーヒー牛乳で、これがないと困るらしく、魚芽に買い走りさせることもある。ライバル校の各陣営にエースとして認められている。性格や素行には問題があり、無鉄砲なところをしらすに窘められる。その反面、建設的な助言や行動を（とくに魚芽や小波、神耶などに対して）することもある。思ったことはすぐ行動に移すタイプで、大型魚釣りの提案や魚芽のお礼を実行させようとする。
魚芽 芯太（うおのめ しんた）
この漫画の案内人兼準主人公。2年生。美形なのだが、ムッツリスケベなのでもてない残念な男子高校生。転校先の江の島高校で（しらすの誘導もあるが）二度も渚に助けられて、釣り部に入部。唯一の男子部員なので渚やしらすにこき使われている。不運体質の持ち主らしく、学園内や地元の不良にからまれたり、釣り部に入部してからも顧問の変態行為に巻き込まれたり、誤解を受けやすかったり、ライバル校の人に技量などを嘲笑されるなどといったトラブルが多い。茜のファンで、彼女の釣り番組を見て一目ぼれをした。
その一方で、使いぱしりで培われたのか、俊足と呑み込みの早さには渚も感心している。
釣り知識コーナー「釣り部へようこそ！」では、案内人を務めている。
深海 しらす（しんかい しらす）
渚の妹で釣り部の後輩、2年生。かわいい顔をしているが、転入してきた魚芽を早速、強引に入部させてしまう策士なところがある。魚に詳しい有名人・さかなクンのファンであり、追っかけをしたり、さかなクンの物を真似た帽子自作し、部活動でかぶっている。幼少期から、渚の釣りを観察した日誌をつけており、そのおかげで「魚」や「釣り」の知識が高まったため、「釣り部」の頭脳と化している。魚芽を渚と同様こき使っているが、フォローすることもあり魚芽に好感を持っている。そのため、彼の興味が茜などほかの女子に移ると嫉妬する（同じ部の渚や小波に対しては身内だから構わないらしい）。
夕凪 小波（ゆうなぎ こなみ）　
江の島高校でずっといじめを苦に不登校だった（目線・対人恐怖症でもあり、まともに人の顔を見られない）。いつもは眼鏡をかけ、髪型はツインテールにしている。外出中に、いじめっ子の同級生にいびられたところを渚に助けられてから、渚にあこがれて釣り部に入部。一見すると根暗そうに見えるが、後ろで髪の毛を束ねると美人に見え、魚芽や他校の男子が赤面するほどである。裁縫はお手の物で、とれてしまった渚の学ランボタンを縫い直す担当を買っており、その特技が釣り甲子園に生かされることになった。その反面、料理はあまり得意ではなく、特に魚料理が苦手。
怖がると右の人に抱きつく癖があると、しらすに指摘されたことがある。彼女も魚芽のムッツリスケベを承知しているらしい。
小池（こいけ）
江の島高校校長兼釣り部顧問、80歳。ムッツリスケベで飼い猫・江のタンをスケベに仕込んだ張本人。そのため、魚芽がとばっちりを受けたこともある。江のタンを利用して変態行為をするが、必ず渚かしらすに制裁を受けることになる。

### 関西西高等学校
通天閣 茜（つうてんかく あかね）
関西西高校の釣り部部長で、アイドル釣り師。渚に「貧乳」、花月には「（歌）音痴」といわれる。亜城本に伝授された釣りで天下を取ろうと釣り部を創部、花月、袋娘、亜城本が加わった。釣りのレギュラー番組『竿出せ！ 釣り仲間（だち）』をもっていて、釣り甲子園審査委員長・青木と共演している。女優兼アイドルなので美容を気にしており、日よけのサンバイザーを使用している。学校内やプライベートでしか関西弁を使っていなかったが、その方が素で言いやすいため、準決勝ではフォーマルな場面にもかかわらず、関西弁を話し始めた。
亜城本 康（あきもと やすし）
茜のマネージャーにして、釣りの師匠でもある。茜に女優としての道筋をつけさせたのも彼である。本業は芸能事務所でプロデュースの仕事をしているが、釣り部部長の茜のサポートのため、関西西高校の定時制に入学して、釣り部に入部。茜にとって、欠かせない存在である。
難波 花月（なんば かげつ）
同釣り部部員で茜と同じ芸能コースの生徒、演歌歌手志望で同課生のコーラス特訓に熱心。彼女のプロ根性を茜が気に入り、釣り部に誘った。負けん気が強く、茜が骨折で緊急入院、亜城本は茜のために病院にいて会場に不在の時に「二人だけで大丈夫か」と心配する魚芽に対して、自信たっぷりに応じている。
袋 娘（ふくろ むすめ）
同釣り部部員で茜と同じ芸能コースの生徒。彼女の家系は代々大道芸人をしていて、継承者は顔を隠しているため、茜を含めて彼女の顔を見た人は学校内は誰もいない。本名も不明である。紙袋を取ろうとした男子を窘めた茜を気に入ってしまい、釣り部に入部。
釣行31夜で……

### 山形・明倫館高等学校
堺 神耶（さかい かぐや）
釣り師であった亡き父の無念を晴らすため、剣道部を退部して釣り部を創部。父の形見である釣り竿「兎丸」で釣り甲子園に挑む。
一匹狼的思考があり、桐たちと衝突することもあるが、渚や桐に諭され、円満和解する。
清河 桐（きよかわ きり）
神耶とともに小学校時代から剣道をしておりチャンピオンだったが、中学校時代より神耶に勝ったことがない。ライバルとして意識していたが、釣りという共通の趣味から親友になった。不遇の死を遂げた父のトラウマにとらわれている神耶を心配し、釣り部へ転部した。
松山 花菜（まつやま かな）
神耶たちより1年先輩にあたるリーダー格の女子、剣道部の部長だったらしいが、神耶・桐を追う形で釣り部に転部した。魚芽が湘南の不良・将英らに絡まれた時、桐・寧々とともに助けた。
上山 寧々（うえやま ねね）
神耶たちの同級生で四人の中では一番背が高いが、おっとりしている。神耶を心配して、桐・花菜とともに剣道部から釣り部に転じた。
堺 玄蕃（さかい げんば）
神耶の父、庄内竿の名工で明倫館高校剣道部顧問。あらぬ流布で釣り師として評価が落ち、病気となり剣道部顧問を降りた。結局、病状が悪化して死ぬ。遺作である釣り竿「兎丸」は一旦、売られて堺家の手を離れたが、しばらくして神耶の手に戻された。

### 静岡・富士ヶ浜高等学校
茶道 真琴（さどう まこと）
生徒会委員であったが、先輩に乞われて釣り部に入部。釣り甲子園での強豪校でほぼ優勝校の常連としてのプレッシャーに押しつぶされそうになるが、山田（女子）、鈴木、佐藤（男子）とともに結束を強める。関西西、江ノ島２高校陣営の奇抜な釣りに呆れているが、江ノ高釣り部唯一の常識人と思っている魚芽に対しては好感を持っている。
巴里栖姉妹（ばりすしまい）
茶道の先輩で卒業生、姉・恭子と妹・美香がいる。セレブな「釣り師の女王」らしいが魚芽の技量をあざ笑い、その結果自分たちの後輩が敗北の報いを受ける。

### その他
青木 潤太朗（あおき じゅんたろう）
茜のレギュラー番組『竿出せ！ 釣り仲間（だち）』の指導役で、本業はプロフィッシングデモンストレーター。サングラスと日焼けした顔をしている。
茜のファンでもあり、彼女が釣り・選手宣誓・実況役で参加する「釣り甲子園」に実況担当として買って出た。
当初は江ノ島高校の釣りを重く見ていなかったが、渚の技術には感心していたらしい。
「釣り甲子園」終了後、一人釣りしていたさなかに事故死。葬儀には江ノ島高校をはじめとした不良軍団が参列、将英たち湘南愚連隊もかけつけた。
山田 将英（やまだ しょうえい）
地元湘南の不良軍団「飛翔万蛇（ふらいまんた）」のリーダー（江ノ島高校の不良とは無関係）。クラスメートに疎まれ続けているせいからか、不良の道へ。A太、栄作、板東鱝二（えいじ）とつるむ。
渚の使いでコンビニへ買い出しに来た魚芽から財布を奪おうとするが、魚芽を助けに来た明倫館陣営に返り討ちされる。青木の熱狂的ファンで仲間とともに葬儀へ参列する。
電道 梨瑠（でんどう りる）
筑波工学高校陣営・釣り部の2年生。特技は「科学」による分析と、電子機器によるデータ収集。いわゆる「デジタル」派の少女釣り師。そんな彼女に「アナログ」派頭脳なしらすは敵対心を募らせるが、姉・渚からみれば「似た者同士」である。「筑波技術革命」と称して科学データで有利に立つが、自然相手の釣りでは最終的にしらすの「アナログ」頭脳が勝利した。そうはいっても、しらすは電道のデジタル頭脳を認めていて、パソコン導入を提案した。小池のせいで、魚芽が彼女に痴漢呼ばわりされる被害をこうむったこともある。
米軍付属インターナショナルハイスクールチーム（べいぐんふぞくインターナショナルハイスクールチーム）
全員、ドラマ『特攻野郎Aチーム』の登場人物の扮装をしている。ハンサム（本名リチャード・フォックス）、コング（船嫌いの大男）、モンキー（コングの相方でお笑い担当）、クィーン（紅一点メンバー）、そして監督（モデルはハンニバル）の5人からなる。クィーンは不慮の事故でぶつかった魚芽を気に入り、ハンサムは失望するが他の女子メンバーにナンパしようとする。だが、あまりの悪癖と軽薄さに怒った渚に体落としされてしまう。その後、コングは水上バイクの二次災害防止のため、渚や茶道と共闘する。
王仁高等学校（おうじんこうとうがっこう）
こちらの釣り部は江ノ高よりも弱小で千本福太郎（せんぼん ふくたろう）が唯一の部員であったが、釣り甲子園への出場を渇望していた（何とか、釣り甲子園をきっかけにのし上がろうと考えていた）。彼の元に、学校の不良・鬼人手翔子（おにひとで しょうこ）、越前倉茂（えちぜん くらしげ）、鬼笠剛（おにがさ ごう）の3人が釣り甲子園の賞金目当てに入部。
不良3人と千本は「優勝の為なら手段は選ばず」とばかり、予選参加者に下剤入りのお茶を飲ませて戦線離脱者を増やして不正による予選突破を狙った。だが、渚の奇抜な釣り方により敗退する（千本はこの敗北に納得していて、鬼人手も千本の気持ちを鑑みて態度を軟化させた）。越前と鬼笠はさらに江ノ高の選手たちを妨害するが、江ノ高は新たな釣り方で妨害に屈せずに次の対戦も突破した。逆に不良2人は財布を落としてしまうという落ちがついた。
江ノ島高等学校・外道軍団（えのしまこうとうがっこう・げどうぐんだん）
魚芽が転入早々、絡んできた不良グループ。リーダーの権瑞髭八（ごんずい ひげはち）、草河豚太郎（くさふぐ たろう）、北枕獏（きたまくら ばく）の3人。他に3年のうつぼ先輩がいたが、渚に病院送りにされた。
その後、魚芽は渚に助けられ、外道3人は退散した。
楓（かえで）
取り巻きと一緒にいる巨乳の女子。茜と同じ中学校であったが、よく茜をいじめていた。
だが、茜は彼女がきっかけで女優デビューしたともいえる。

## 単行本
サンデーGXコミックスより全5巻
1. ISBN 978-4091571953　2009年11月19日発売
2. ISBN 978-4091572202 2010年7月17日発売
3. ISBN 978-4091572653 2011年4月19日発売
4. ISBN 978-4091572998 2011年11月18日発売
5. ISBN 978-4091573032 2012年4月19日発売